# Fàbrica

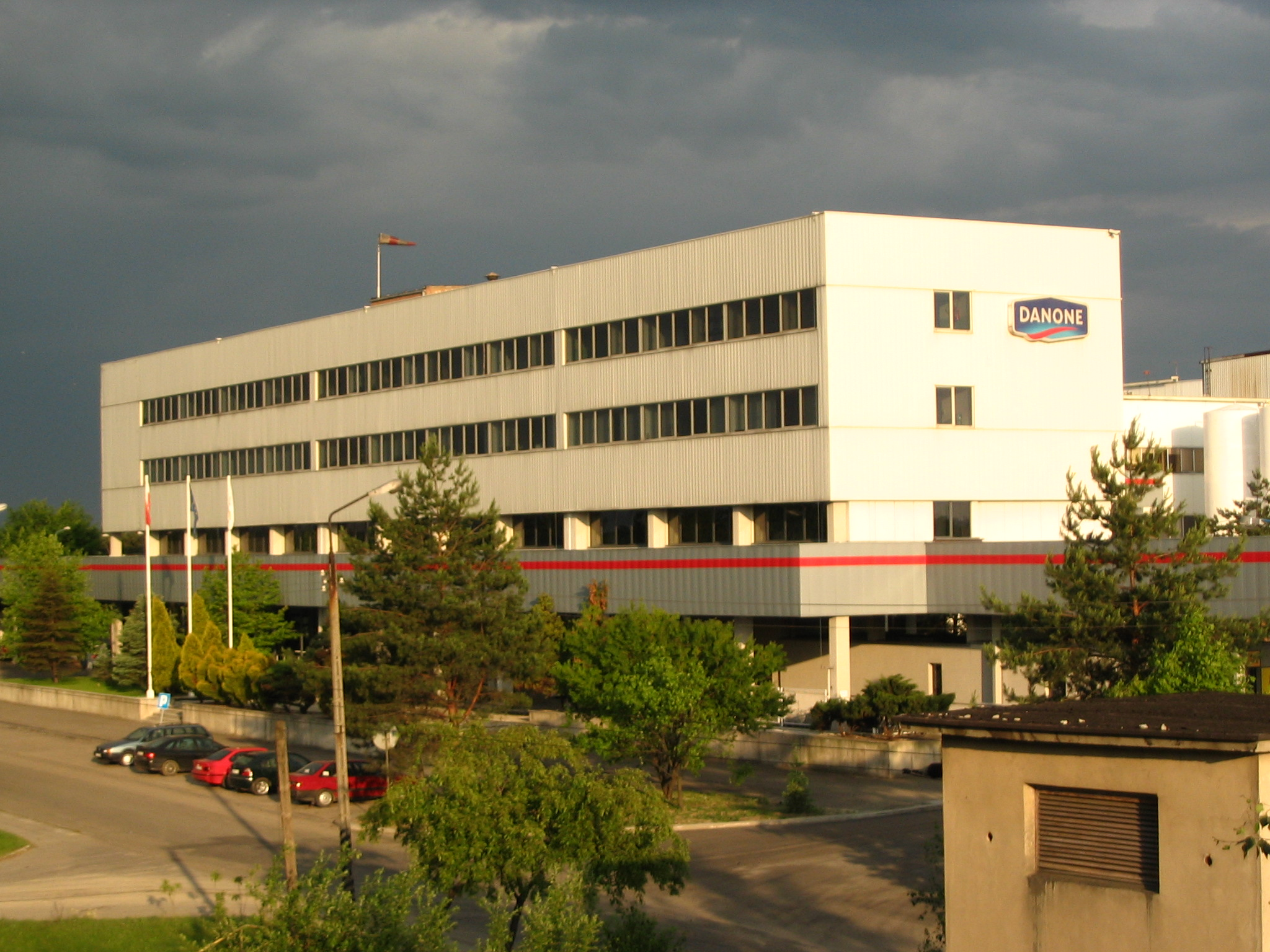
Fàbrica de Danone a Polònia

Una fàbrica o planta és un lloc físic o virtual on es produeix algun objecte, material o servei. Normalment el vocable «fàbrica» s'associa amb un lloc físic on es processen matèries primeres o es munten productes. En l'economia moderna també s'estén el concepte als llocs virtuals on es fan serveis, per extensió del procés de transformació d'idees en serveis útils, com programari o capacitació.
N'hi ha de diferents menes i grandàries. Actualment a les fàbriques es va reemplaçant la mà d'obra per tecnologia per a reduir costos i augmentar la productivitat.
Antigament la paraula «fàbrica» (del llatí: fabrica) podia designar qualsevol obrador, però especialment el del ferrer (llatí: faber). Al segle xvii va patir un canvi de significat, que és el que ens ha arribat en el dia d'avui, lligat al desenvolupament de la indústria.

## Fàbriques notables
Al llarg del temps les fàbriques han tingut característiques variables que poden ser estudiades i comparades. Algunes característiques són òbvies: ubicació, superfície, edificis, nombre de persones treballadores, maquinària, magatzems, matèries primeres, productes manufacturats, vies de comunicació i transport… Altres característiques són menys evidents però poden ser molt importants: ergonomia, seguretat activa i passiva, sostenibilitat, importància estratègica…

### Arsenal de Venècia
L'Arsenal de Venècia es va començar a construir devers el 1104. En el moment de màxima eficiència, el segle xvi, a l'arsenal de la República veneciana hi treballaven unes 16.000 persones que haurien sigut capaces de fabricar un vaixell diari i podien posar a punt, armar i aparellar una nova galera amb tècniques de producció en massa basades en una producció en cadena que no es tornaria a veure de nou fins a la revolució industrial.

### Arsenal de la República de Pisa
Rebia el nom de Tersana (derivació de dàrsena) i data del segle xiii. Va ser construït per la República de Pisa a la part occidental de la ciutat, al marge d'un canal afluent de l'Arno, per construir i reparar les naus. Tenia una mida força gran per l'època (tot i que menor que la seva rival veneciana), i funcionava amb un sistema organitzat d'artesans experts en petites tasques: ebenistes experts en la construcció de cascs, pals, timons o rems: ferrers encarregats de fer les àncores. esperons i resta de peces metàl·liques, telers per cosir les veles, fabricants d'aparells de navegació....

### Antiga Foneria de Canons de Barcelona

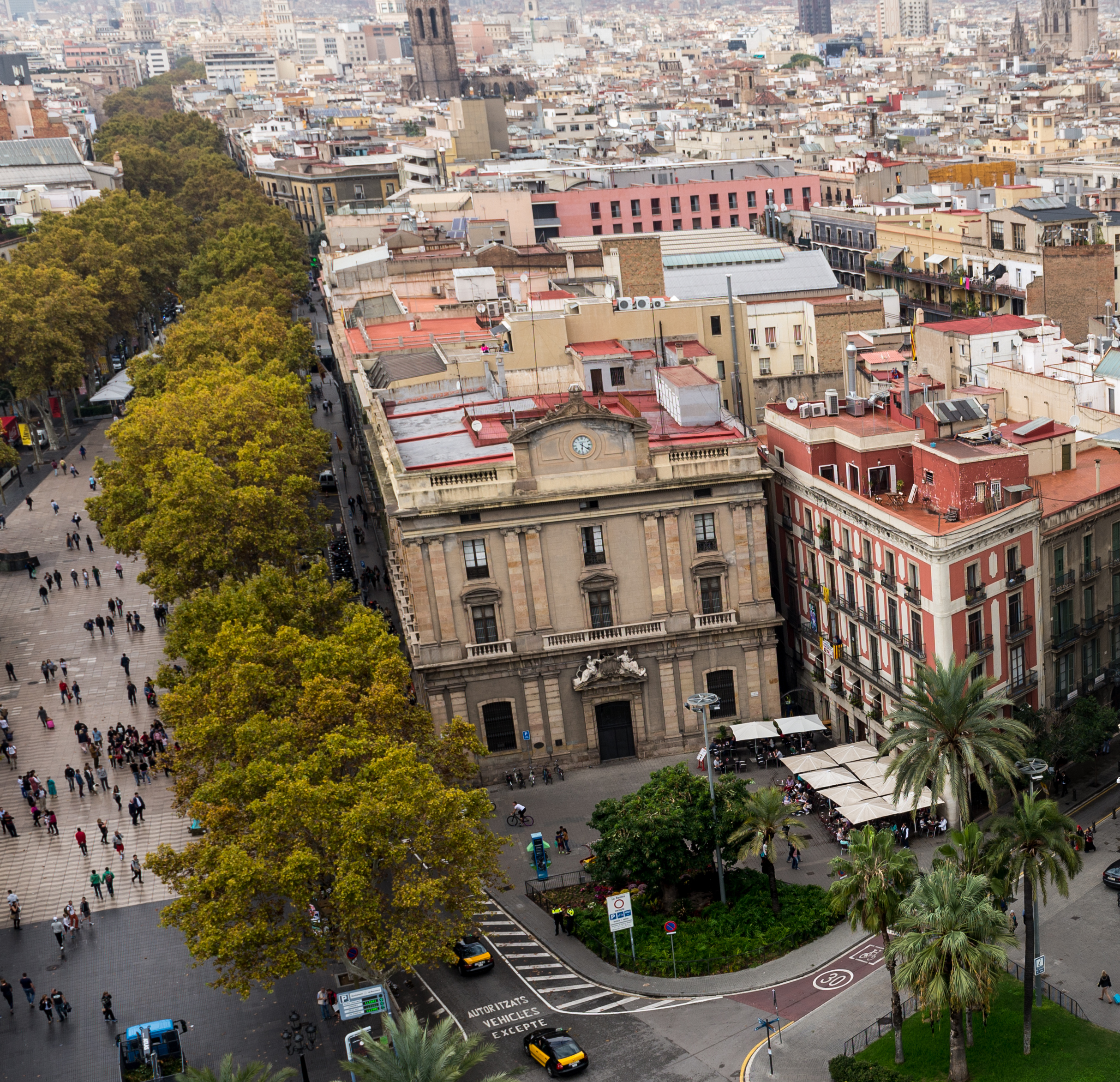
La Foneria de Canons, a la part baixa de la Rambla de Santa Mònica.

L'any 1537, l'emperador Carles V ordenà al Consell de Cent l'establiment d'una foneria reial de canons a la Rambla de Barcelona. Tenia una caserna per al cos de guàrdia, quatre coberts i un petit edifici d'oficines. Després de la desfeta de 1714, Felip V prohibí la fabricació local d'artilleria, que va passar a produir-se únicament a les Drassanes Reials.

### Reial Fàbrica de Tapissos de Santa Bàrbara
La Reial Fàbrica de Tapissos de Santa Bàrbara va ser fundada l'any 1720 per Felip V, a imitació dels tallers reials francesos que seguien el model de Colbert, a conseqüència de la interrupció de la importació de tapissos flamencs després del tractat d'Utrecht, que proveïen les peces destinades a les dependències reials. A l'inici va ser dirigida per Jacob Vandergoten i la seva família, que provenien d'Anvers. Es va fer instal·lar en una finca als afores de Madrid, al costat de la Porta de Santa Bàrbara. S'hi van instal·lar telers de baix lliç i els tapissos es feien a partir de models dissenyats per pintors de la cort. Comença a ser important des del 1746, durant el regnat de Ferran VI, amb la unificació de la Reial Fàbrica amb la que havia obert al costat el fill de Vandergote, Jaume.

### Reial Fàbrica de Vidre de La Granja de San Ildefonso

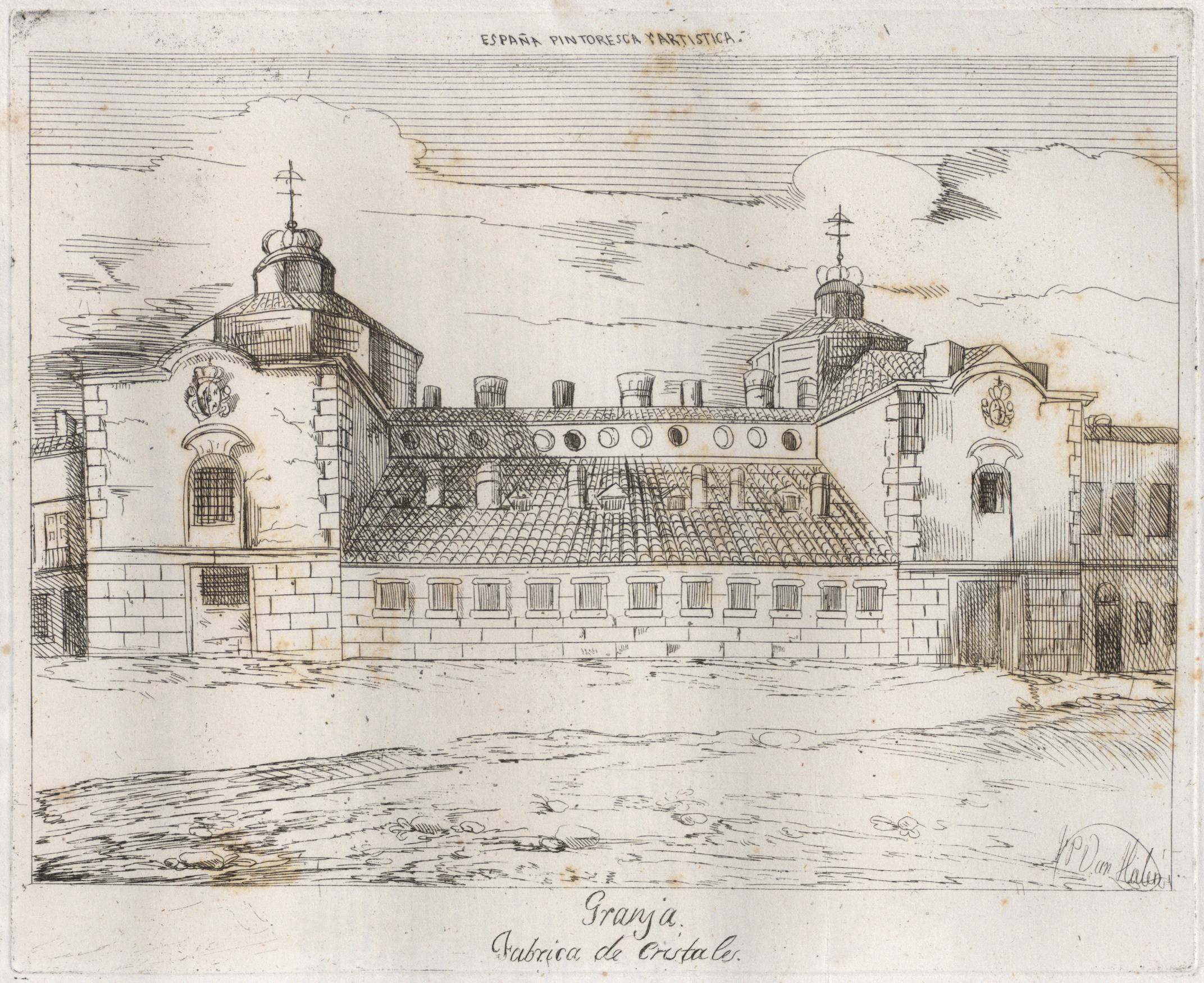
Fàbrica de Cristalls de La Granja.

La Reial Fàbrica de Cristalls de La Granja de San Ildefonso és una altra construcció creada durant el regnat de Felip V. Data de 1727, quan Buenaventura Sit i Carlos Sac, mestres vidriers de la fàbrica de Goyeneche, hi instal·len un petit forn de vidres plans per abastir el Palau de la Granja de finestres i miralls. El 1737 s'aconsegueixen millores en la fabricació mitjançant la tècnica del colat, que permetia obtenir vidres més grans que 3,5 × 2 m. El 1746, el mestre francès Dionisi Sibert impulsa la fabricació de cristall, amb òxid de plom i el 1750, el mestre alemany Joan Eder inicia la fabricació de vidres entrefins (o alemanys), utilitzant vidre de base potàssica.

### Fàbrica d'Armes de Toledo
Va ser creada l'any 1761 per ordre de Carles III, inspirant-se en la situada a Torre Annunziata. Per les seves dimensions, permetia el funcionament de les fargues, l'emmagatzematge dels materials i les sortides dels productes, principalment tres tipus diferents d'espases. Davant la necessitat d'ampliar l'espai, el 1780 s'inaugura la nova fàbrica a l'exterior de la ciutat, a la vora del riu Tajo, on va poder aprofitar la força hidràulica.

### Manufacture nationale de Sèvres
La fàbrica de porcellana de Vincennes, fundada el 1740, va ser traslladada l'any 1756 a Sèvres a petició de Lluís XV i Madame de Pompadour. El nou edifici va ubicar-se a la finca La Guyarde. Va ser obra de l'arquitecte Laurent Lindet i tenia una longitud de 130 m i quatre pisos d'altura.

### Antiga Fàbrica de la Seda de Vinalesa
Es tracta d'un edifici de Vinalesa (Horta Nord), datat de la segona meitat del segle xviii. Inicialment albergà la Fábrica Nacional de la Seda i, amb el pas del temps, fou fàbrica de teixits d'espart i jute. Fou també la base operativa d'una important empresa d'adobs. L'edifici és una ampla nau amb sostres de fusta i altres petites dependències adossades, però el més notable com a element del patrimoni hidràulic era la gran roda vertical que es construí sobre la séquia i que generava la força motriu de les màquines.

### Cromford Mill
Va ser la primera fàbrica textil del món impulsada mitjançant energia hidràulica. Fundada per Richard Arkwright el 1771 a Cromford (Anglaterra) va ser també una de les primeres en edificar una colònia industrial, doncs la ma d'obra disponible a la localitat era insuficient i va haver de rebre treballadors migrats d'altres regions del país. Els infants de més de 10 anys que hi treballaven rebien també educació escolar. La fàbrica funcionava les 24 hores del dia, amb dos torns de mig dia. Quan Arkwright va morir el 1792, era l'home més ric del país. Encara es manté dempeus i està inclosa dintre del conjunt de Fàbriques de la vall del Derwent, declarat Patrimoni de la Humanitat per la Unesco.

### Fàbrica Bonaplata
La Fàbrica Bonaplata, Vilaregut, Rull i Cia, també coneguda com El Vapor, va entrar en funcionament l'any 1833 al carrer dels Tallers del Raval de Barcelona, i marcà l'inici de la industrialització moderna a Catalunya amb les màquines de filar i els telers mecànics de fosa, a més de les tècniques metal·lúrgiques per a construir-les i reparar-les. També fou la primera a l'estat espanyol en fer servir la màquina de vapor com a força motriu.
La nit del 5 al 6 d'agost, durant l'anomenada «bullanga», la fàbrica fou assaltada i incendiada, causant la mort del maquinista francès Dejean. Sembla que es va tractar d'una acció vandàlica perpetrada per la «patuleia», un escamot de subproletariat i gent marginada, o bé d'una acció luddista dels obrers contra la mecanització.

### Fàbrica de TabacsPartagás

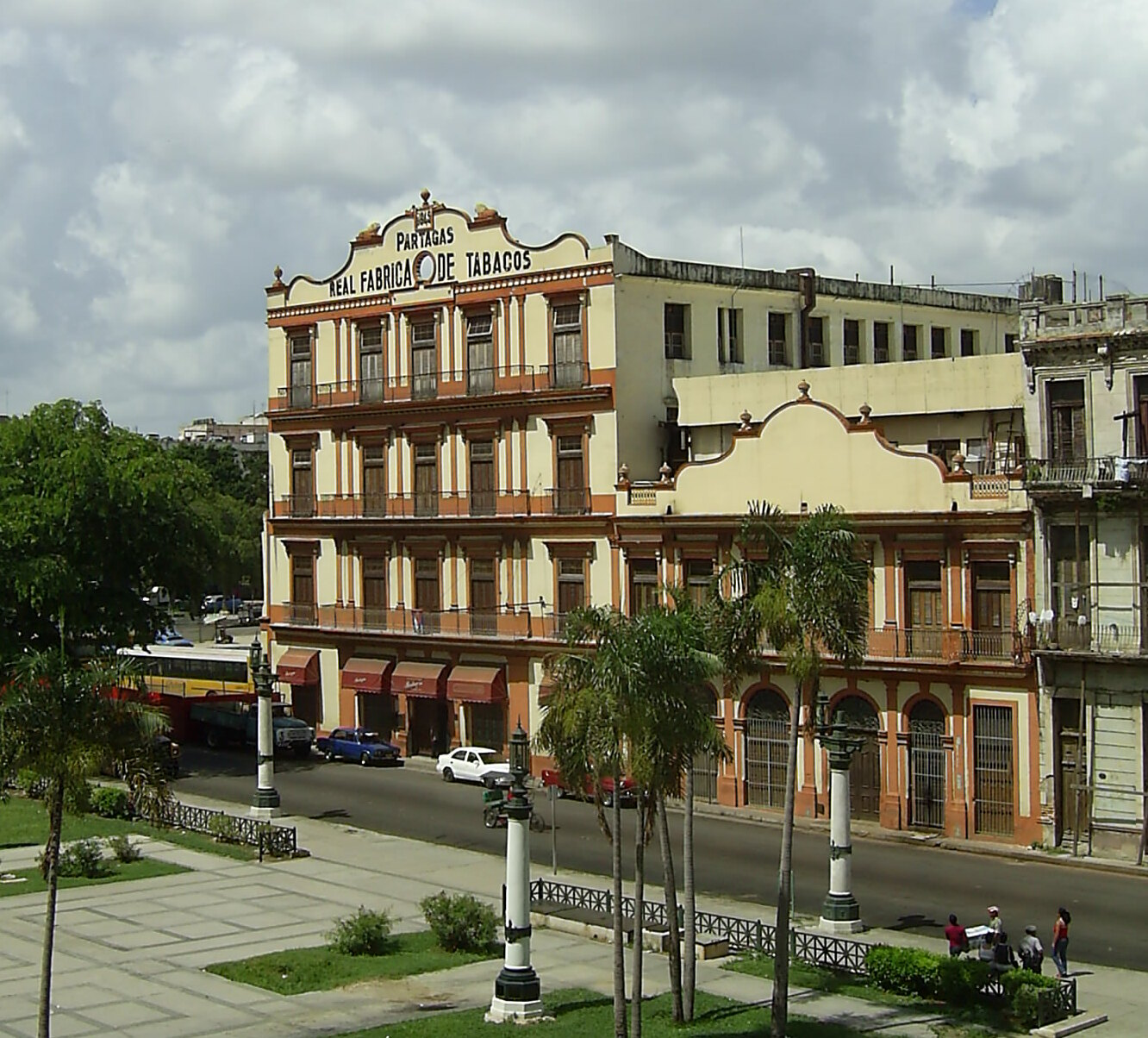
Fàbrica Partagás, a L'Havana.

Jaume Partagàs va iniciar l'expansió del seu negoci a Cuba l'any 1827, a través de l'adquisició de plantacions i la inversió en tècniques millorades de producció. El 1845 va poder fundar la nova fàbrica a L'Havana, que es la fàbrica de cigars més antiga en funcionament. Es tracta d'un sumptuós edifici d'estil colonial. S'hi va introduir la figura del «lector», un treballador que tenia la important missió de llegir en veu alta diaris i novel·les per distreure els torcedores de cigars, mentre treballaven.

### La Maquinista
La Maquinista Terrestre i Marítima fou fundada el 1855. En els seus inicis estava dedicada a la construcció de tota mena de maquinària pesant. Els seus primers tallers es construïren a la Barceloneta, amb una superfície total de 17.500 m² i col·locaven 1.200 treballadors. De seguida es va convertir en la principal empresa de transformacions metal·lúrgiques del país, i va tenir una repercussió tècnica, econòmica, pràctica, en el paisatge i en l'imaginari col·lectiu i en una nova percepció i ocupació del territori.

### Fàbrica de seda de Tomioka

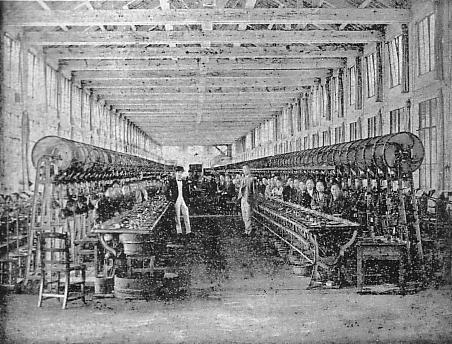
Telers de Tomioka

Poc després de la Restauració Meiji a la fi del segle xix, el govern japonès va accelerar la modernització del Japó per posar-se a l'altura de les nacions europees. Com la seda japonesa era l'exportació més important, es va fundar a l'antiga ciutat de Tomioka, a la prefectura de Gunma, una fàbrica equipada amb sofisticades màquines de filat importades des de França. Va ser inaugurada l'any 1872 i va implantar al país un sistema de producció en massa en el que no s'havia de renunciar a la qualitat del producte final.
Tots els seus edificis es troben en molt bon estat de conservació i, des de 2014, forma part del Patrimoni de la Humanitat.

### Colònia Güell
Eusebi Güell va decidir tancar la fàbrica del Vapor Vell (Sants) i traslladar-se a Santa Coloma de Cervelló, per fugir del clima de revolta laboral que es vivia a Barcelona i la primera corona. Va encarregar a Antoni Gaudi i el seu equip la construcció d'una colònia industrial que hi acollís els treballadors. Inaugurada el 1890, tenia capacitat per a més d'un miler de persones, fou una de les més grans de les situades a la riba del Llobregat i va destacar per ser la primera moguda exclusivament per l'energia del vapor i per la seva singularitat arquitectònica. El recinte va ser declarat Bé Cultural d'Interès Nacional, en la categoria de Conjunt Històric, el 1991.

### Fàbrica de Ciment Asland

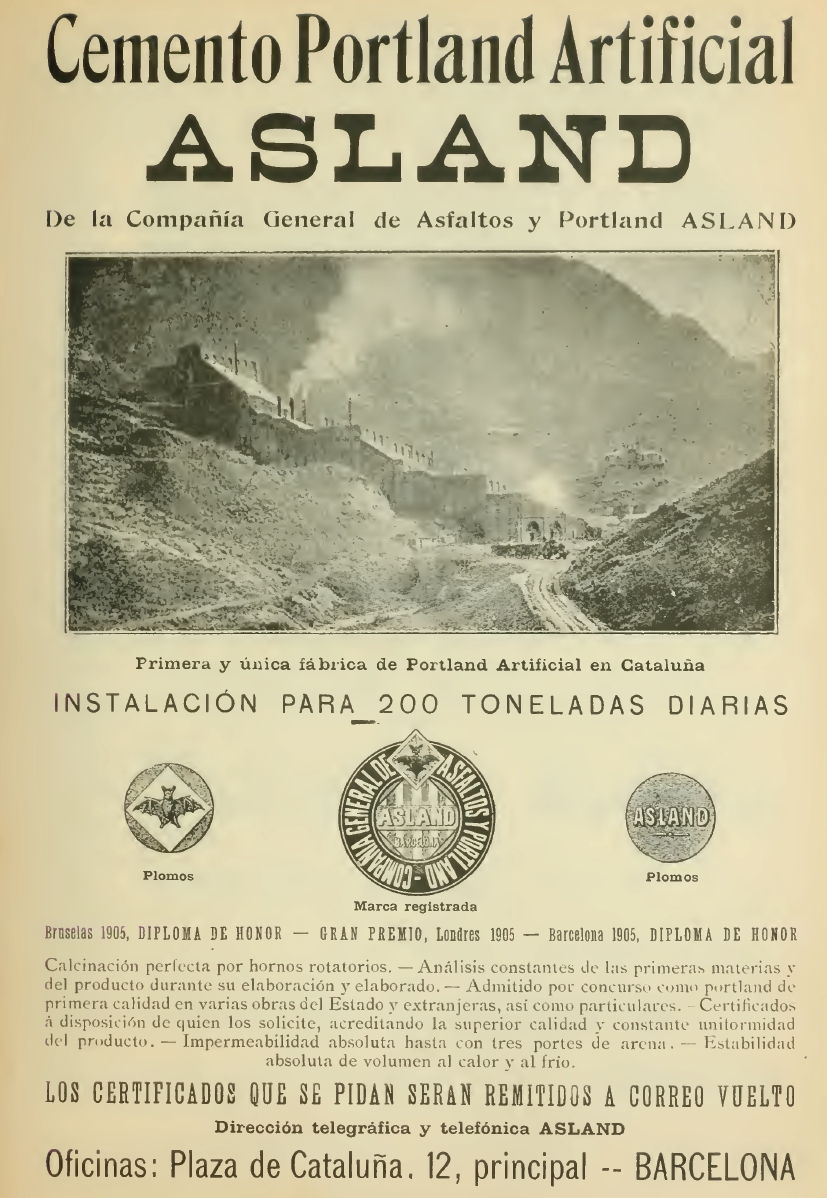
Anunci de la fàbrica Asland.

L'Asland va ser una fàbrica modernista del Clot del Moro, al municipi de Castellar de n'Hug (Berguedà). Promoguda l'any 1901 per l'industrial Eusebi Güell, va ser la primera fàbrica de ciment industrial de Catalunya i la primera que instal·là forns rotatoris a l'estat espanyol. Obra de l'arquitecte Isidoro Pedraza de la Pascua, constitueix un excepcional exemple de l'arquitectura industrial a principis del segle xx. La construcció es realitzà entre 1901 i 1904, i fou molt complexa, ja que no hi havia bones infraestructures de transport. Per aquest motiu es realitzà tota l'obra de fàbrica desmuntant 60.000 metres cúbics de roca in-situ per cobrir 5.100 metres quadrats de fàbrica esglaonats en 13 pisos. Des del punt de vista arquitectònic destaca l'adaptació a la topografia, al procés industrial i a la ubicació dels recursos energètics. Destaca la bona distribució dels volums i del joc de la corba (donada per les voltes i les finestres de mig punt) i la línia recta.

### FàbricaElizalde
Va ser una fàbrica barcelonina, pionera en la indústria de l'automòbil al país. Nascuda el 1908 al Passeig de Sant Joan, va passar de taller de reparacions a fàbrica de peces i, des de 1914, va construir els seus primers automòbils. A mitjans dels anys 20 va iniciar la fabricació de motors d'aviació. Absorbida per l'Instituto Nacional de Industria el 1951. la planta fou traslladada al barri del Bon Pastor (Sant Andreu).

### Planta Ford de Highland Park
La primera fàbrica on Ford va produir el seu Model T va ser la de Piquette Avenue, a Detroit. L'any 1910 va inaugurar-ne la segona, a Highland Park (també a Michigan). Es tractava de la primera fàbrica estatunidenca en incorporar el sistema de cadena de muntatge en la producció. El complex incloïa oficines, fábriques, una planta d'energia i una foneria, como parte de l'estratègia d'integrar-hi la cadena de subministrament. Amb aproximadament 41 ha de superfície, quan va obrir va ser la fàbrica més gran del món.

### La Canadenca
L'empresa Barcelona Traction, Light and Power Company Limited fou un hòlding centrat en empreses de producció i distribució d'electricitat així com en empreses d'explotació de tramvies i ferrocarrils elèctrics. Fou fundada per l'enginyer Frederick Stark Pearson el 1911 a Toronto, per aquest motiu era coneguda com La Canadenca. Fou un dels fonaments que feu possible la Segona revolució industrial catalana, proporcionant electricitat a la indústria i les llars del país (va arribar a controlar el 90% de la distribució elèctrica a Catalunya). Les obres eren les majors d'Europa en el seu moment, i milers de treballadors de diversos llocs del món hi van treballar. Va ser finançat per capitals internacionals que invertien lliurement gràcies a la globalització econòmica existent abans de la Primera guerra mundial.
La Canadenca va ser famosa per la vaga de l'hivern de 1919, que a mesura que avançava, va estendre's a tot el sector. Va haver milers d'acomiadats, més de tres mil obrers foren empresonats al Castell de Montjuïc i un treballador fou assassinat. Barcelona va quedar sense llum i va intervenir el govern espanyol, l'ambaixada britànica i l'exèrcit. Finalment, les autoritats van forçar un acord pel retorn dels treballadors, a canvi d'implantar la jornada laboral de 8 hores, 6 dies per setmana.

### Fàbrica Lingotto

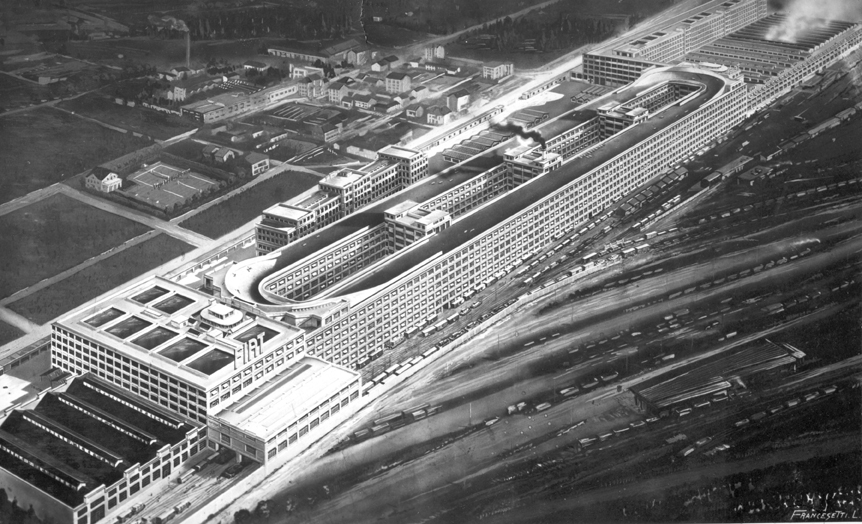
Fàbrica Lingotto de la FIAT el 1928.

Inaugurada l'any 1923 a Torí, aquesta fàbrica d’automòbils de FIAT consistia en un edifici de cinc pisos, de construcció modular. Les matèries primeres entraven per la planta baixa i, conforme les peces s'anaven acoblant, anaven pujant pis a pis per una rampa interna. Els vehicles ja acabats sortien pel terrat, on hi havia un circuit oval de proves d'1,5 km de distància.

### Planta de tractors de Volgograd
Va ser inaugurada el 1930 a l'antiga Stalingrad, després de 4 anys de construcció. La fàbrica va ser una de les primeres mostres dels plans d'industrialització de l'URSS. Dos anys després de la seva posada en marxa ja es trobava a la màxima capacitat, i produïa fins a 144 tractors per dia. La instal·lació també va servir per a la fabricació de tancs de combat per a l'Exèrcit Roig. Durant la batalla de Stalingrad, les instal·lacions van ser un dels principals objectius de la Wehrmacht. Quan els soviètics van repel·lir el setge alemany, la fàbrica fou reparada i en pocs mesos va restar operativa.